# Timagenes
Timagenes (gr. Τιμαγένης) – I wiek p.n.e., historyk greckiego pochodzenia. Syn królewskiego bankiera z Aleksandrii, w roku 55 wzięty jako jeniec do Rzymu. Jako wyzwoleniec Oktawiana założył szkołę retoryczną. Po utracie łaski cezara przeniósł się do willi Azyniusza Polliona, gdzie zmarł w późnej starości. Był autorem wielu utworów geograficznych i historycznych. Z dzieła Królowie (Basilēis) zachowały się szczątkowe fragmenty, z których korzystali między innymi Liwiusz, Strabon, Pompejusz Trogus.